# Reações adversas cutâneas graves
Reações adversas cutâneas graves (SCAR: Severe Cutaneous Adverse Reactions) são reações adversas a medicamentos potencialmente mortais que afetam a pele e as mucosas. As SCAR incluem a síndrome de Stevens-Johnson (SSJ), a necrólise epidérmica tóxica (NET), a síndrome induzida por fármacos com eosinofilia e sintomas sistémicos (DRESS) e a pustulose exantemática generalizada aguda (PEGA). As SCAR são consideradas reações de hipersensibilidade não imediata.